# Марс обзервер
Марс обзервер (енгл. Mars Observer; у буквалном преводу „надгледач” Марса), познат и под називом Марсов геолошки/климатолошки орбитер била је роботска свемирска сонда коју је агенција НАСА лансирала ка Марсу 25. септембра 1992. године са циљем да истражи површину, атмосферу, климу и магнетно поље црвене планете. Током фазе међупланетарног крстарења, контакт са сондом је изгубљен 21. августа 1993. године, само три дана пре планираног уласка у орбиту. Накнадни покушаји да се са сондом успостави контакт били су неуспешни, тако да је мисија окончана неуспехом.